# 沃洛尼
沃洛尼（法語：Velogny，法語發音：[vəlɔɲi]）是法国科多尔省的一个市镇，属于蒙巴尔区。

## 地理
沃洛尼（47°24'14"N, 4°27'43"E）面积4.03 平方千米，位于法国勃艮第-弗朗什-孔泰大區科多尔省，该省份为法国中东部省份，北起奥布省，西接涅夫勒省和约讷省，南至索恩-卢瓦尔省，东南接汝拉省，东临上索恩省，东北部与上马恩省接壤。
与沃洛尼接壤的市镇（或旧市镇、城区）包括：阿尔奈苏维托、克拉姆雷、马西伊和德拉西、欧苏瓦地区圣科隆布、圣蒂博。

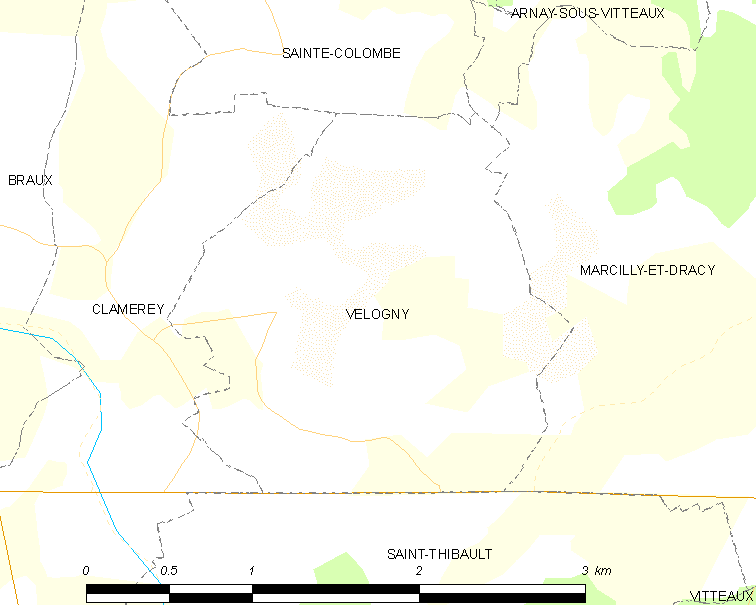
沃洛尼的OSM定位图

沃洛尼的时区为UTC+01:00、UTC+02:00（夏令时）。

## 行政
沃洛尼的邮政编码为21350，INSEE市镇编码为21662。

## 政治
沃洛尼所属的省级选区为欧苏瓦地区瑟米尔县。

## 人口

1962-2008年间沃洛尼人口变化图示

沃洛尼于2022年1月1日时的人口数量为33人。